# Dragutin Dimitrijević
Dragutin Dimitrijević ps. „Apis” (cyrylica serbska: Драгутин Димитријевић Апис; ur. 17 sierpnia 1876 w Belgradzie, zm. 26 czerwca 1917 w Salonikach) – szef wywiadu Sztabu Generalnego Serbii, związany z tajnymi organizacjami zmierzającymi do zjednoczenia państw południowosłowiańskich. 

## Życiorys
Dimitrijević pochodził z rodziny arumuńskiej, był synem Todora. Ze względu na wielką energię i swą korpulentną posturę, jeszcze w szkole otrzymał przydomek „Apisa”, od egipskiego świętego byka.
Wielokrotnie podejmował terrorystyczne działania m.in. w 1903 stał na czele grupy oficerów, którzy dokonali udanego zamachu na króla Serbii Aleksandra i jego żonę Dragę (umożliwiając dojście do władzy dynastii Karadziordziewiciów) i próby zamachu na cesarza Franciszka Józefa w 1911.
Był jednym z założycieli tajnej organizacji spiskowej Zjednoczenie lub Śmierć szerzej znanej pod nazwą Czarna Ręka. Zorganizował zamach w Sarajewie na arcyksięcia Franciszka Ferdynanda, uznawany za bezpośrednią przyczynę wybuchu pierwszej wojny światowej. To on przeszkolił Gavrilo Principa i innych Serbów którzy dokonali zamachu.
W trakcie wojny, książę-regent Aleksander Karadziordziewić, naczelny wódz armii serbskiej oraz premier Serbii Nikola Pašić, widząc rosnące wpływy organizacji, postawili przywódców „Czarnej Ręki” przed serbskim sądem wojskowym w Salonikach pod fałszywym zarzutem próby zamachu na życie króla i zorganizowania zamachu stanu. Dimitrijevicia i ośmiu oficerów skazano na śmierć. Rozstrzelano go w Mikrze pod Salonikami wraz z Lubomirem Vuloviciem i Rade Malobabiciem. Rozstrzelanych na miejscu pochowano. Pozostali oficerowie zostali przez księcia ułaskawieni. Gdy w latach 90. rozpoczęto tam budowę portu lotniczego Saloniki-Macedonia, odnalezione szczątki przeniesiono do serbskiej części cmentarza wojskowego w Salonikach. 
Wyrok przeciwko Dimitrijeviciowi był kontrowersyjny i umotywowany politycznie. W 1953 Sąd Najwyższy Serbii dokonał rehabilitacji wszystkich rzekomych spiskowców, uznając ich za niewinnych, ponieważ ich udział w zabójstwie nie został udowodniony.